# Air trapping
Der Pschyrembel definiert Air Trapping wie folgt: „Kompression der kleinen Atemwege (Bronchialkollaps) durch eine starke Erhöhung des intrathorakalen Drucks bei forcierter Exspiration, wodurch distal der komprimierten Bronchien bzw. Bronchiolen Luft in den Alveolen eingeschlossen bleibt (sog. trapped air).“ Diese Definition berücksichtigt jedoch nur wenige pathophysiologische Aspekte des Air Trappings; letztlich ist die Definition des Begriffes uneinheitlich. Als „Air Trapping“ (engl. Air = Luft, trapping = Fang) wird im medizinischen Sprachgebrauch allgemein ein Vorgang bezeichnet, bei dem es zu einer pathologischen Ansammlung von Luft in distalen Abschnitten des Atemwegssystems kommt, die nicht oder nur unter erschwerten Bedingungen wieder ausgeatmet werden kann. Dies kann zum Beispiel auch der Fall sein, wenn sich Luft nach einer Einatmung in den Lungenbläschen befindet, jedoch aufgrund von Schleim oder Verkrampfungen im Bronchialsystem nicht mehr abgeatmet werden kann. Air Trapping ist demnach auch bei normaler Atmung möglich und nicht nur bei forcierter Exspiration.

## Entstehung

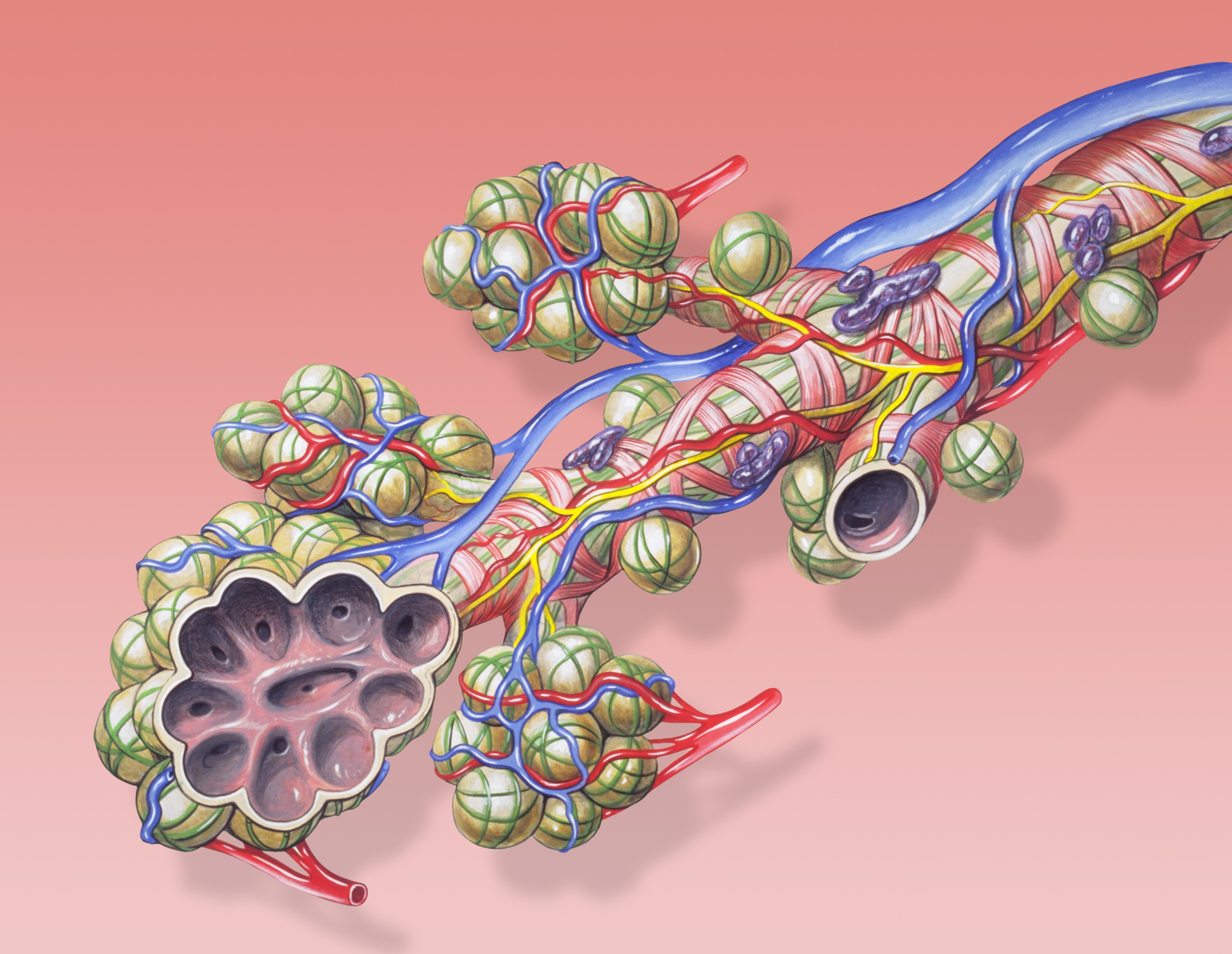
Anatomie der Bronchie, Details der Alveolen und des Lungenkreislaufs

Anatomische Veränderungen, Verengungen und Verklebungen, welche air trapping ermöglichen, können durch verschiedene Krankheiten verursacht werden. Dazu zählen Erkältungen, Bronchitis, Asthma, Allergien, Chronisch obstruktive Lungenerkrankungen oder Lungenemphyseme. Beim Lungenemphysem beispielsweise sammelt sich Luft in den Emphysemblasen und kann aufgrund des verengten Bronchialsystems nicht vollständig abgeatmet werden. Auch beim Asthma bronchiale kommt es, verursacht durch eine Verengung der Bronchien, zu einer Behinderung der Ausatmung der in den Lungenbläschen (Alveolen) „gefangenen“ Luft. Dies führt zu einer reversiblen oder „dynamischen“ Lungenüberblähung.

## Symptome und Gefahren
Sind nur einzelne, kleinere Bereiche in der Lunge betroffen, kann ein lokales Air Trapping, beispielsweise in einer kleinen Emphysemblase, für den Patienten vollkommen unbemerkt stattfinden und asymptomatisch bleiben. Mit zunehmender Schwere der Grunderkrankung kann die Symptomatik aber bis hin zu lebensbedrohlichen Zuständen zunehmen: Die überblähten Abschnitte können auf umliegende Gewebeabschnitte der Lunge drücken und dort ihrerseits die Luftwege komprimieren, so dass es auch dort zu einer Verengung (Obstruktion) der Atemwege kommt. Zudem kann die gefangene Luft nicht mehr am Gasaustausch teilnehmen, so dass der Betroffene Atemnot verspürt. Diese führt zu einem beschleunigten Puls (Tachykardie). Sauerstoffmangel kann zur Zyanose (Blaufärbung von Haut und Schleimhäuten) führen. Bei schweren Lungenüberblähungen wird das Zwerchfell nach unten gedrückt und flacht ab. Die Beweglichkeit der Lunge wird dadurch eingeschränkt und die Atmung weiter erschwert. Zudem kommt es zu einer zunehmend waagerechten Stellung der Rippen (Fassthorax). Der Druck im Lungenkreislauf erhöht sich, wodurch es zu gestauten Halsvenen kommt. Eine chronische Lungenüberblähung kann u. a. über diesen Mechanismus zu einer Schädigung des Herzens führen.
Die Betroffenen nehmen oft eine Atemerleichternde Sitzhaltung ein (Kutschersitz), um den Einsatz der Atemhilfsmuskulatur zu verbessern.
Wird die Dehnbarkeit des Lungengewebes überschritten, kommt es zu einer Ruptur des Lungengewebes. Dies kann z. B. auftreten durch eine akute Druckerhöhung in den Atemwegen wie z. B. ein starker Hustenstoß oder eine rasche Kompression des Thorax von außen (Lenkradaufprall, Tritt etc.). Eine gefürchtete Folge ist der Pneumothorax.

### Spezielle Gefahren beim Tauchen
Besonders gefährlich ist das (unerkannte, weil unbemerkte) Air Trapping beim Tauchen, da sich die in der Tiefe unter erhöhtem Druck eingeatmete Luft beim Auftauchen ausdehnt. Da die Luft – beispielsweise in einer Emphysemblase – „gefangen“ ist, also nur sehr verzögert abgeatmet werden kann, dehnt sich das Volumen beim zu raschen Auftauchen aus und kann zur Überdehnung bis hin zum Riss des Lungengewebes führen. Man spricht in diesem Fall auch von einem pulmonalen Barotrauma (PBT). Hierdurch kann je nach Lokalisation der Emphysemblase sowohl ein Pneumothorax entstehen als auch eine arterielle Gasembolie (AGE). Das Prinzip ist nicht nur auf das Tauchen beschränkt, sondern prinzipiell auf alle Zustände anwendbar, bei denen es zu einem raschen Abfall des Umgebungsdrucks kommt, beispielsweise auch bei einem Unfall auf Überdruckbaustellen im Tunnelbau.

## Maßnahmen
Das Air Trapping ist kein eigenständiges Krankheitsbild, sondern ein Vorgang, der als Folge unterschiedlicher Erkrankungen auftreten kann. Jedoch gibt es die Gemeinsamkeit, dass Luft nicht mehr abgeatmet werden kann. Die therapeutischen Maßnahmen zielen daher auf eine Verbesserung der Lungenbelüftung. Dies geschieht zum einen durch Erste Hilfe-Maßnahmen wie eine Atemerleichternde Sitzhaltung zur Mobilisierung der Atemhilfsmuskulatur und dem Einsatz der Lippenbremse, als auch durch Medikamente, die das Bronchialsystem erweitern. Sauerstoffgabe ist meistens indiziert, sollte jedoch bei Patienten mit einer chronischen Sauerstoffunterversorgung mit Bedacht erfolgen, da diese auf Sauerstoffgabe empfindlich reagieren können. Bei schwerer Atemnot ist grundsätzlich der Rettungsdienst incl. Notarzt hinzuzuziehen.
Im Sonderfall eines Tauchunfalls gelten als Erste-Hilfe-Maßnahmen die frühestmögliche Gabe von maximaldosiertem Sauerstoff sowie Flüssigkeit. Nach der Alarmierung des Rettungsdienstes ist eine Taucherarzthotline für die weitere Beratung zu kontaktieren.
Hinweis: Das Air Trapping ist im Gegensatz zu Aussagen in einer früheren Version dieses Artikels nicht gleichzusetzen mit einem Barotrauma der Lunge, sondern ein Risikofaktor für dieses.